# Амір Ганах
Амір Ганах (івр. אמיר גנאח, нар. 7 вересня 2004, Беер-Шева) — ізраїльський футболіст, півзахисник клубу «Хапоель» (Беер-Шева) та національної збірної Ізраїлю.
Виступав також за клуб «Хапоель» (Беер-Шева).
Володар Кубка Ізраїлю.

## Клубна кар'єра
Народився 7 вересня 2004 року в місті Беер-Шева. Вихованець футбольної школи клубу «Хапоель» (Беер-Шева). Дорослу футбольну кар'єру розпочав 2023 року в основній команді того ж клубу, кольори якої захищає й донині.
| Дата      | Місто    | Господарі | Результат | Гості      | Турнір           | Голи | Примітки |
| --------- | -------- | --------- | --------- | ---------- | ---------------- | ---- | -------- |
| 10-6-2025 | Дебрецен | Ізраїль   | 1 – 0     | Словаччина | товариський матч | -    | 71'      |
| Усього    |          | Матчів    | 1         |            | Голів            | 0    |          |

## Титули і досягнення
- Володар Кубка Ізраїлю (1):

«Хапоель» (Беер-Шева): 2024-2025